# Морська змія кільчаста
Морська́ змія́ кільча́ста (Leioselasma cyanocincta) — отруйна змія родини Аспідових.

## Опис
Загальна довжина сягає 2,75 м. Голова коротка, трохи витягнута. Задня частина тулуба широка, хвіст короткий та плаский. Отруйні ікла розташовані на передній частині верхньощелепної кістки. Позаду них є 5—8 зубів. Навколо шиї є 27—35 рядків луски, навколо тулуба — 37—47. Забарвлення шкіри зеленувато-сірого кольору з чорними поперечними смугами.

## Спосіб життя
Полюбляє як узбережжя, так і відкрите море. Харчується рибою та молюсками.
Це яйцеживородна змія. Самиця народжує 3—16 дитинчат.

## Розповсюдження
Мешкає від північних берегів Індії до Філіппін, проникає на північ до Японії та Корейського півострова. Іноді зустрічається біля узбережжя Ірану, Пакистану, Шрі-Ланки, Соломонових островів.